# إدغار بويول
إدغار كليمنت بوجول بورتوريال (بالإسبانية: Edgar Climent Pujol Portorreal)‏ (من مواليد 7 أغسطس 2004) هو لاعب كرة قدم يلعب كمدافع لنادي ريال مدريد كاستيا. ولد في إسبانيا، ويمثل منتخب جمهورية الدومينيكان لكرة القدم على المستوى الدولي للشباب.

## الحياة المبكرة
ولد بوجول في ساباديل في إقليم كتالونيا في إسبانيا.  بدأ لعب كرة القدم في نادي كاستيلار (بالإسبانية: UE Castellar)‏ حيث مكث في النادي لمدة ثلاث سنوات، ثم انتقل إلى فئات الناشئين في نادي ساباديل بين عامي 2013 و2015، وموسم واحد في Can Rull، وفي موسم 2016 -17 في نادي CF Damm. ولعب موسمين في إسبانيول. المزيد من السنوات. في عام 2019.

## المسيرة الكروية
كلاعب شاب، انضم بوجول إلى أكاديمية الشباب التابعة لنادي ريال مدريد الإسباني، حيث كان يُعتبر أحد أهم لاعبي الأكاديمية. حيث لعب في عام 2019، في المتدربين أ من ريال مدريد، وفي عام 2020 لعب لفريق الشباب ج، وفي عام 2021 لعب لفريق الشباب ب. في 18 ديسمبر 2021 ظهر لأول مرة مع نادي ريال مدريد كاستيا في الدوري الإسباني الدرجة الثالثة في مباراة الجولة 17 ضد نادي ريال بيتيس ب.

## المسيرة الدولية
في مارس 2024، تم استدعاء بوجول إلى منتخب جمهورية الدومينيكان الوطني تحت 23 عامًا للمشاركة في دورة الألعاب الأولمبية الصيفية 2024 في باريس.

## أسلوب اللعب
يلعب بوجول بشكل أساسي كمدافع وقد تم وصفه بأنه "يمتلك تسديدات رائعة للكرة وانتقال جيد من الخلف... أحد المدافعين المركزيين المعاصرين". 

## الحياة الشخصية
وُلِد بوجول في إسبانيا لعائلة من أصل دومينيكي.

## إحصائيات المهنة
آخر تحديث 25 مايو 2024.
| نادي              | موسم    | الدوري                         | الدوري    | الدوري  | آخر       | آخر     | المجموع   | المجموع |
| نادي              | موسم    | قسم                            | التطبيقات | الأهداف | التطبيقات | الأهداف | التطبيقات | الأهداف |
| ----------------- | ------- | ------------------------------ | --------- | ------- | --------- | ------- | --------- | ------- |
| ريال مدريد كاستيا | 2021–22 | الدوري الإسباني الدرجة الثالثة | 2         | 0       | —         | —       | 2         | 0       |
| ريال مدريد كاستيا | 2022–23 | الدوري الإسباني الدرجة الثالثة | 20        | 1       | 0         | 0       | 20        | 1       |
| ريال مدريد كاستيا | 2023–24 | الدوري الإسباني الدرجة الثالثة | 26        | 0       | —         | —       | 26        | 0       |
| المجموع           | المجموع | المجموع                        | 48        | 1       | 0         | 0       | 48        | 1       |

### الألقاب
ريال مدريد
- دوري أبطال أوروبا: 2023–24 [13]

## روابط خارجية
- ملف ريال مدريد